# Heteropalpia profesta
Heteropalpia profesta är en fjärilsart som beskrevs av Hugo Theodor Christoph 1887. Heteropalpia profesta ingår i släktet Heteropalpia och familjen nattflyn. Inga underarter finns listade i Catalogue of Life.